# 圣若泽-杜波武
圣若泽-杜波武是巴西马托格罗索州的一个市镇。总面积444.106平方公里，总人口3335人，人口密度7.5人/平方公里。